# Cornagói vár
A cornagói vár (vagy egykori tulajdonosai után elnevezve: Luna-vár) a spanyolországi La Riojában található Cornago község 13. századi műemléke.

## Története
Valószínűleg a 13. század végén épült, de néhány rossz minőségű falmaradvány és az a tény, hogy a helyszín az arab és a keresztény világ határán feküdt, kiváló helyszínt szolgáltatva az Ebro folyó völgyének védelméhez, azt valószínűsítik, hogy már korábban is állhatott itt egy erődítmény.
Története összefonódik a Luna családéval, ugyanis sokáig ők voltak a tulajdonosai. Valószínűleg nem a Luna család volt az eredeti építtető, mert amikor Juan Martínez de Luna lett Cornago első ura, a vár (legalább részben) már állt. A család II. Henrik kasztíliai királytól kapta meg ezt a birtokot, jutalmul hűségükért és a nájerai csata során nyújtott támogatásukért, igaz, a birtokok egy részét hamarosan elvesztették. A vár történetének fontos alakja volt Álvaro de Luna, aki II. János kasztíliai királytól kapta nászajándékba Cornagót és néhány környékbeli települést, majd Kasztília condestabléje lett. Ő lányára, María de Lunára és annak férjére hagyta a várat, ők pedig gyermekeikre. A család gazdasági helyzete azonban annyira leromlott, hogy birtokaik egy részét kénytelenek voltak elzálogosítani Aguilar grófjának. Ennek ellenére a Luna család egészen a 17. századig a várban élt, ekkor azonban elhagyták.
1813-tól 1971-ig a vár területét temetőnek használták, majd az 1980-as években megkezdődött a felújítása.

## Leírás
A vár az észak-spanyolországi Cornago település fölött magasodó hegyen áll. Téglalap alaprajzú, négy sarkán négy, faragott kőből és téglából épült bástya látható. Ezek közül három kör keresztmetszetű, egy (a keleti) pedig négyszögletű, de a körbástyák is mind különböző méretűek. Fogazott pártázata csak a déli toronynak van. A várat egy külső fal is körülöleli, ezen belül van a templom is. Valószínűleg ez a terület volt az úgynevezett albacar, vagyis az a hely, ahova a lakosság háború esetén behúzódva védelemre lelhetett. Ide az Arco de la Campanilla nevű kapun lehet bejutni. A főkaput a mellette levő tornyokból és a gyilokjáróról lehetett védeni.
Belül még láthatóak azok a lyukak, amelyekben egykor felsőbb szintek gerendáit tartották: a várat korábban lakóépületnek is használták. Ismert a konyha és a hálószobák helye, és az is, hogy volt itt egy kút, egy terménytároló verem és egy pince is.

## Képek

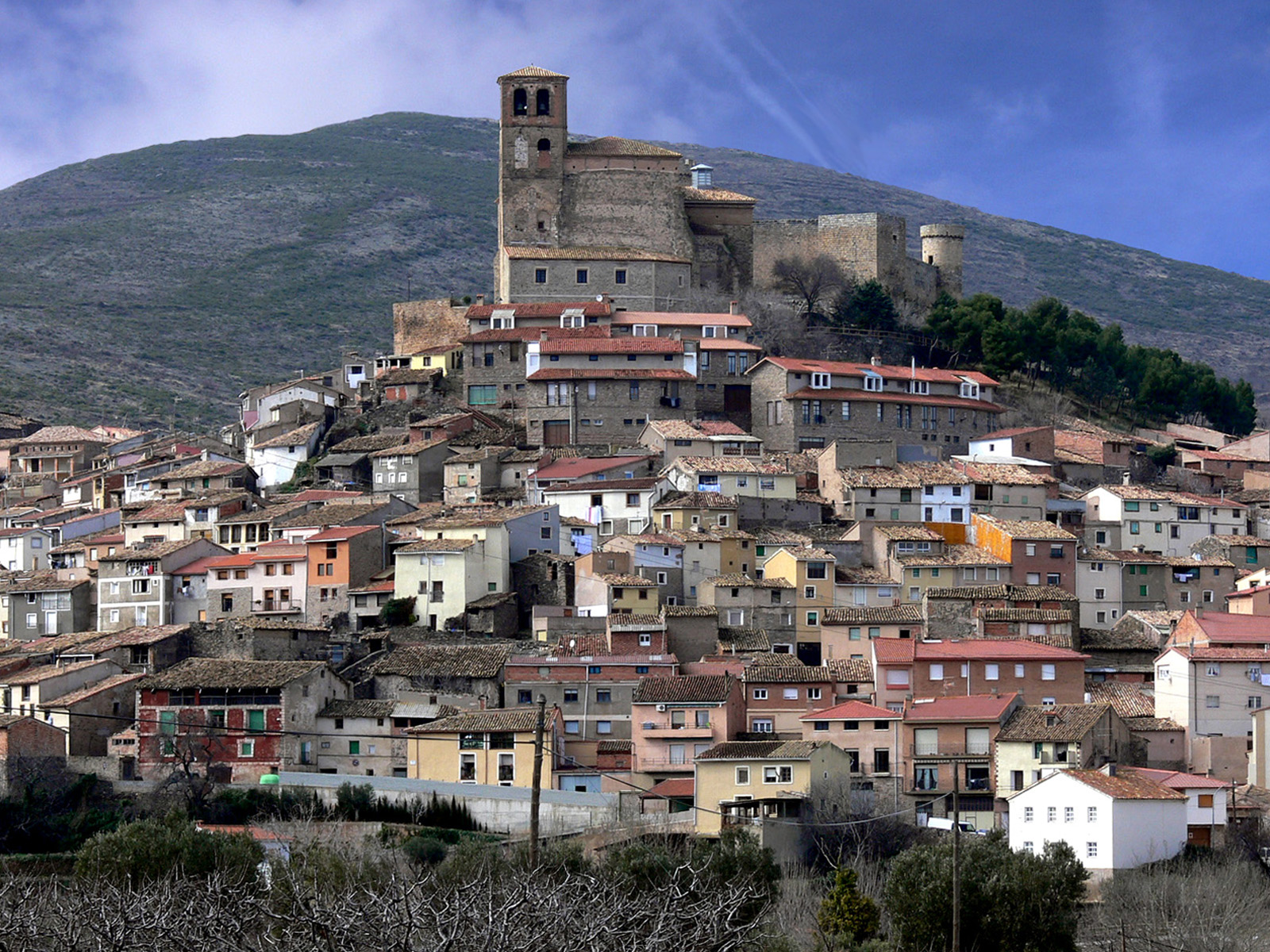
Cornago település a várral
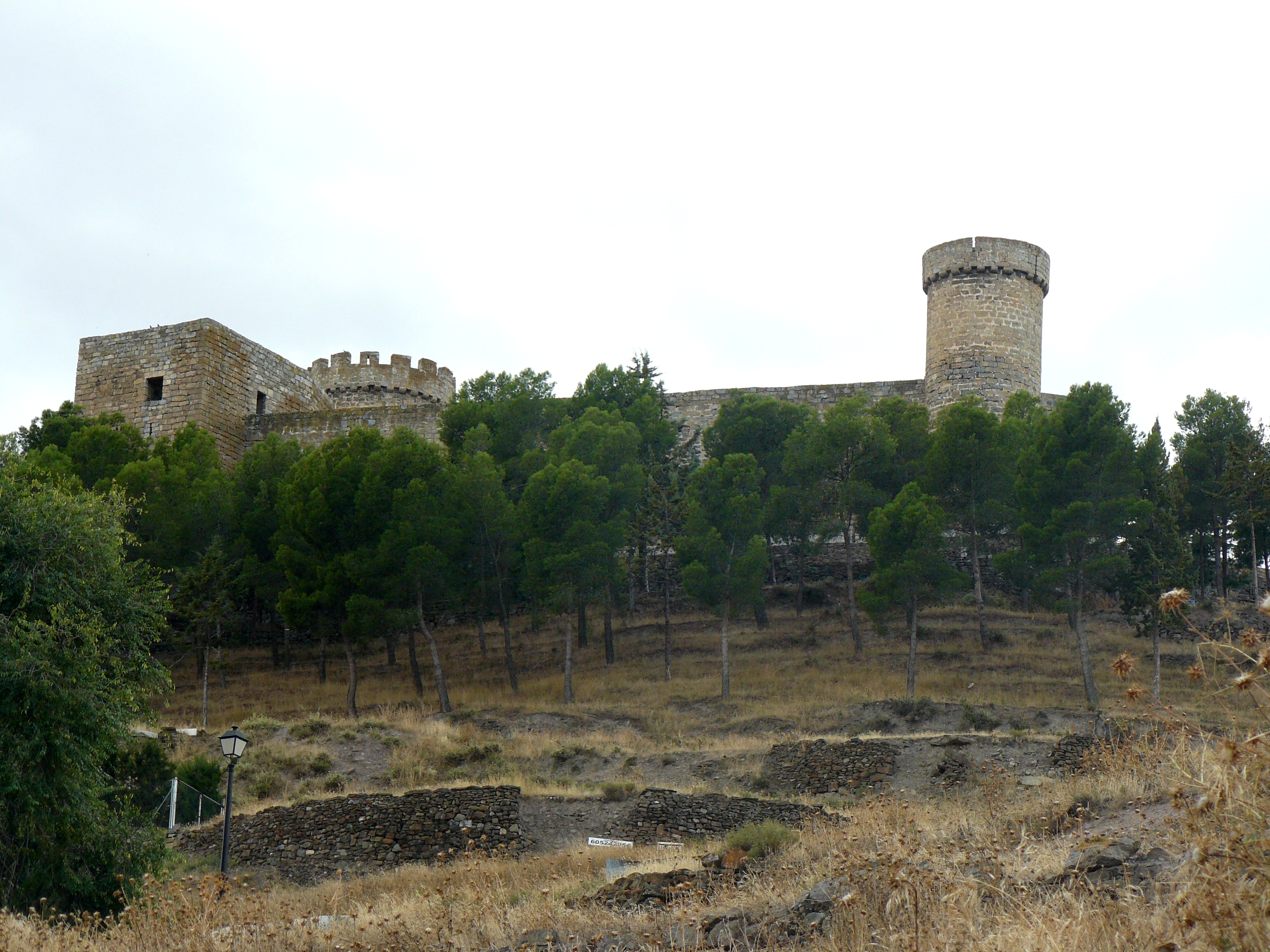
A vár és környezete
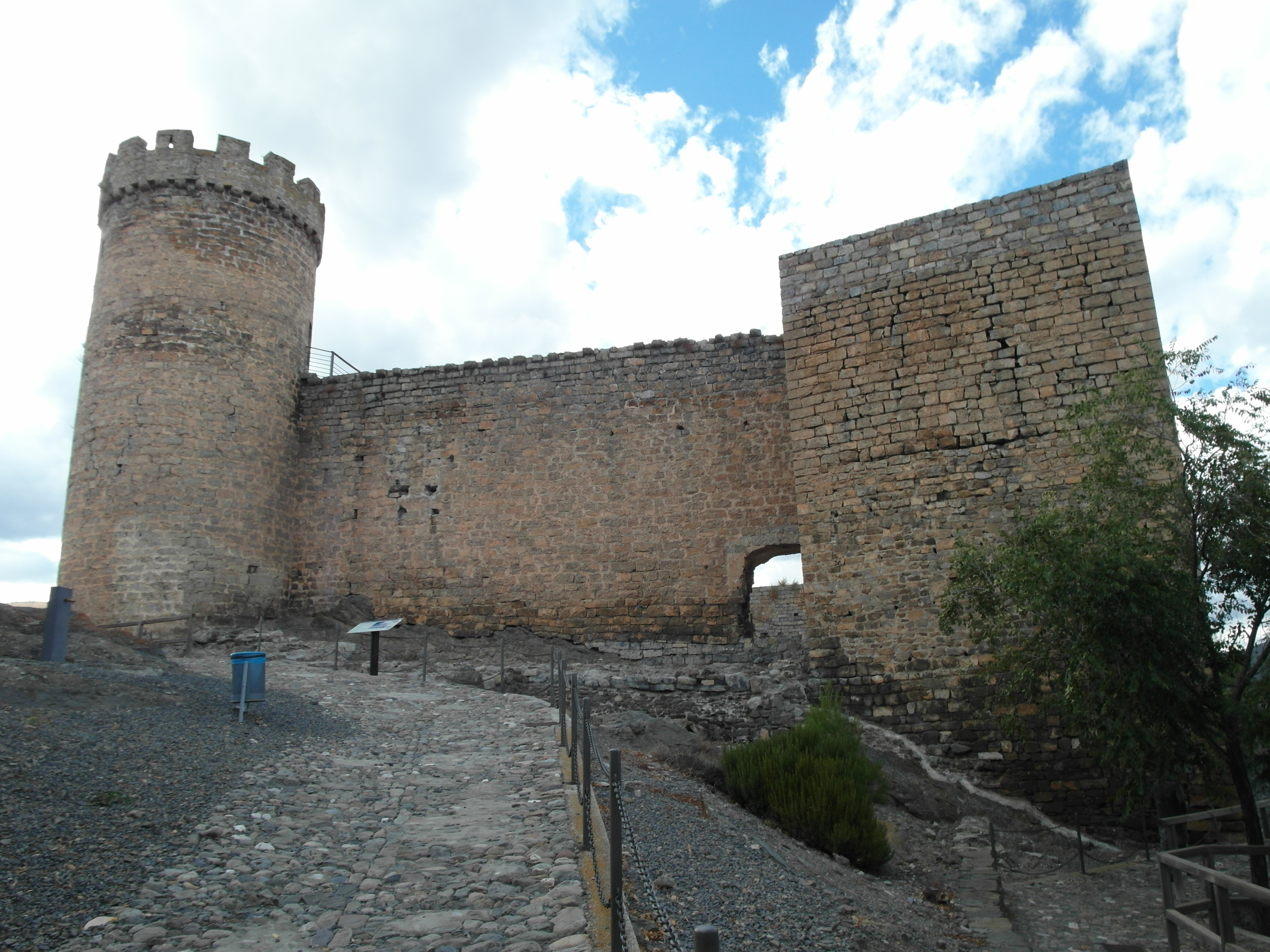
Fal és bástyák
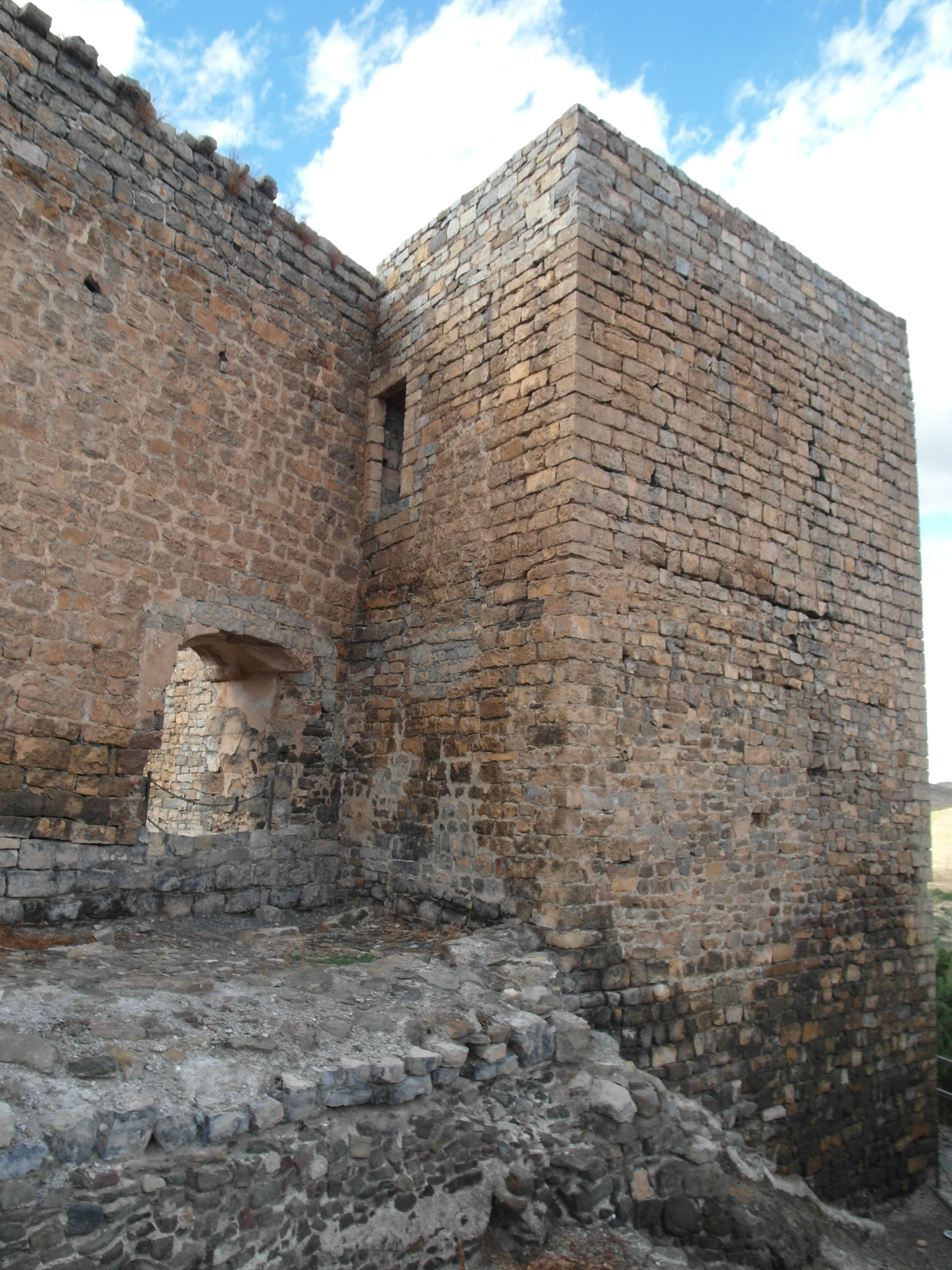
Részlet